# Leconomantie
Die Leconomantie, auch Lekonomantie oder Lekanomantie, ist eine Form der Divination. Sie gehört in den Bereich der Hydromantie, da mit Hilfe von Wasser, welches sich in einer Schale  befindet, die Zukunft  vorhergesagt wird. Leconomantie („λεκανοµαντεία“)  ist ein, aus dem Griechischen, zusammengesetztes Wort  (λεκάνη, deutsch: Schale, Pfanne oder Pott und µαντεία, deutsch: Wahrsagen). Neben den Veränderungen auf der spiegelnden Oberfläche von geweihtem Wasser oder Öl wurden auch akustische Geistererscheinungen beschrieben. Als Medium wurden in der Antike mit Vorliebe Kinder und schwangere Frauen benutzt.

Die Leconomantie war schon in Babylon bekannt und im Alten Testament wird auf „den Becher verwiesen, mit dem Joseph wahrsagte“ (Gen 44,5 ). Cesare Lombroso beschreibt aus antiken Quellen die Leconomantie wie folgt: 

„Man warf in ein mit Wasser gefülltes Becken einige Gold- und Silberbleche, und bald darnach sah man die gewünschte Gestalten darauf erscheinen; man hörte auch die Antwort.“